# Radziechów (hromada)
Radziechów – hromada wiejska w rejonie szeptyckim obwodu lwowskiego Ukrainy. Siedzibą hromady są Radziechów.
Hromadę utworzono w ramach reformy decentralizacji w 2020 r.  w ramach decentralizacji.

## Miejscowości hromady
W skład hromady wchodzi 1 miasto i 41 wsi.

- Radziechów – miasto, siedziba hromady
- Andrzejówka
- Babicze
- Byszów
- Dębiny Ohladowskie
- Dmytrów
- Hoholów
- Huta Szklana
- Jastrzębica
- Josypiwka
- Kąty
- Korczyn
- Krzywe
- Manastyrek Ohladowski
- Mukanie
- Niemiłów
- Niestanice
- Obrotów
- Ohladów
- Opłucko
- Ordów
- Pawłów
- Peratyn
- Płowe
- Radwańce
- Rakowiska
- Rożdżałów
- Sabinówka
- Sieńków
- Stanin
- Stojanów
- Suszno
- Szajnogi
- Środopolce
- Tetewczyce
- Tobołów
- Torki
- Witków Nowy
- Wołycia
- Wuzłowe
- Zabawa
- Zboiska